# Прусіцько
Прусіцько (пол. Prusicko) — село в Польщі, у гміні Нова Бжезниця Паєнчанського повіту Лодзинського воєводства.
Населення — 630 осіб (2011).
У 1975-1998 роках село належало до Ченстоховського воєводства.

## Демографія
Демографічна структура станом на 31 березня 2011 року:
|          | Загалом | Допрацездатний вік | Працездатний вік | Постпрацездатний вік |
| -------- | ------- | ------------------ | ---------------- | -------------------- |
| Чоловіки | 325     | 64                 | 220              | 41                   |
| Жінки    | 305     | 55                 | 165              | 85                   |
| Разом    | 630     | 119                | 385              | 126                  |